# Conus aldrovandi
Conus aldrovandi é uma espécie de gastrópode do gênero Conus, pertencente à família Conidae.